# Османское завоевание Лесбоса
Османское завоевание Лесбоса — военная кампания Османской империи по покорению острова Лесбос, подконтрольного генуэзской торговой семье Гаттилузио и рыцарям-госпитальерам. Османскими войсками командовали султан Мехмед II, завоеватель Константинополя, и его великий визирь Махмуд Паша Ангелович. Проходила в сентябре 1462 года.
Победа османов положила конец генуэзской власти в регионе. Остров стал мишенью христианских сил через год во время Первой турецко-венецианской войны, но османы сумели сохранить контроль над ним. Власть турок здесь продержалась до 1912 года, пока он не был отбит силами Королевства Греция во время Первой Балканской войны.

## Предыстория: взаимоотношения Османов и Гаттилузио
В Средние века Лесбос находился под контролем Византии. В 1090-х годах он был на короткое время оккупирован тюркским эмиром Чака-беем, но затем вновь возвращён в состав империи. В XII веке остров стал частой целью для грабительских набегов венецианцев. После Четвёртого крестового похода в начале XIII века Лесбос был включён в состав новообразованной Латинской империи, но после 1224 года его вновь отвоевали греки из Никейской империи, наследницы Византии. В 1354 году византийский император пожаловал остров в лен генуэзцу Франческо I из дома Гаттилузио. Кроме острова эта династия владела Старой Фокеей в Анатолии и городом Энез во Фракии. К 1430-м годам, с быстрым упадком византийской власти, правители Лесбоса покорили Тасос и Самофракию.
Завоевание в 1453 году столицы Византии молодым и амбициозным султаном Мехмедом II стало поворотным моментом для всего региона. Гаттилузио воспользовались этим событием и оккупировали остров Лемнос. Недовольный произошедшим Мехмед потребовал от правителя Лесбоса ежегодной дани в размере 3 тысяч золотых монет, а только что захваченный Лемнос обложил дополнительной данью в 2325 золотых монет. Это положение фактического вассалитета было подтверждено в 1455 году, когда османский флот под командованием Хамза-бея совершил поход на острова восточной части Эгейского моря. Тогда Доменико Гаттилузио, правитель Лесбоса, послал своего греческого секретаря Дуку встретить корабли с заверениями о дружбе и преданности. Так как Доменико лишь недавно унаследовал от отца власть над островом, султан отказал послу и заявил, что правитель Лесбоса сам должен прибыть к нему на поклон чтобы убедить султана в своей преданности. Доменико подчинился. Вскоре после этого Мехмед II забрал у вассала Тасос, увеличил дань за владение Лесбосом до 4 тысяч золотых монет и обязал его самого бороться с каталонскими пиратами, чья база располагалась на анатолийском берегу напротив острова.
Несмотря на заключение договора, султан продолжил кампанию против Гаттилузио. В декабре он подчинил Старую Фокею, а в январе напал на брата Доменико, Дорино II, захватив Энез, в то время как его адмирал Юнус-паша захватил острова Имброс и Самофракия. Весной 1456 года население острова Лемнос, которым правил младший брат Доменико Никколо, подняло восстание и призвало на помощь османов. Турки согласились, и Гаттилузио были вынуждены покинуть остров. Сам же Лесбос не стал на тот момент османской территорией лишь из-за того, что бессильные державы Эгейского моря не представляли значительной опасности для Мехмеда и его армии, поэтому султан мог заняться первостепенной проблемой, в частности войной с Сербией и Венгрией. Однако осенью 1456 года папская эскадра под командованием кардинала Лудовико Тревизано захватила острова Лемнос, Тасос и Самофракия. И хотя представители семьи Гаттилузио не имели никакого отношения к этому событию, летом следующего года Мехмед послал свой флот в атаку на Лесбос. Но атака османов на Митимну провалилась из-за решительного сопротивления итальянцев при поддержке флотилии Тревизано.
В конце 1458 года Николо Гаттилузио, нашедший убежище на Лесбосе, сверг своего старшего брата с трона и задушил его, став единоличным правителем острова. Наряду с его попустительством каталонскому пиратству это стало отличным поводом для начала завоевательного похода со стороны Мехмеда. Готовясь к нему, султан начал расширение флотилии и масштабные работы по перестройке Константинополя и укреплению Дарданелл, стремясь создать неприступную для любых внешних сил базу для своих кораблей. Николо Гаттилузио отправил несколько консулов с просьбой о помощи — в Геную, к Папе и в ряд других европейских государств, но результатов это предприятие не принесло. Политическое соперничество между семьями Генуи привело к тому, что ни метрополия, ни соседний остров Хиос, также принадлежавший генуэзцам и ранее согласившийся предоставить 300 человек в случае нападения турок, не пришли на помощь. Тем временем османам к 1459 году удалось отбить острова, ранее захваченные папской эскадрой, а в следующем году пал последний осколок Византии — Морейский деспотат. Последний деспот Мореи Димитрий Палеолог получил в удел бывшие владения Гаттилузио в качестве апанажа. Несмотря на явное превосходство противника, по словам Дуки, Николо всё же позаботился об укреплении Митилини, запасая припасы, выкапывая траншеи и ямки и создавая земляные насыпи. По предположению У. Миллера, именно эта деятельность привела к появлению надписи на стене замка, выбитой в 1460 году.

## Завоевание

### Силы сторон
В августе 1462 года Мехмед переправился в Анатолию. После посещения руин Трои, где, по словам Михаила Критовула, он был вдохновлён идеей стать мстящей рукой троянцев в сторону греков, он отправился в Ассос, расположенный на берегу напротив Лесбоса. Отчёт госпитальеров, написанный через несколько недель после этого события, оценивает османскую армию в 40 тысяч человек. Её сопровождал мощный флот под командованием Махмуд-паши. По поводу количества кораблей под османским флагом источники дают разные сведения. В отчёте госпитальеров говорится о 8 кораблях, вооружённых «осадными орудиями» (вероятно, пушками), 25 галерах и 80 малых судах. Римско-католический архиепископ Митилини Бенедетто в своём письме сообщает о 5 кораблях с орудиями, 24 галерах и 96 фустах. Венецианский хронист Стефано Магно пишет о 6 кораблях с орудиями, 12 галерах и 47 фустах. Дука сообщает о 7 транспортных кораблях и 60 галерах. Лаоник Халкокондил сообщает о 25 галерах и 100 малых судах. Венецианские отчёты говорят о 65 судах в целом, а Критобулос увеличивает их число до 200.
Оценки численности защитников также противоречивы. Дука пишет, что город обороняли 5000 человек, в то время как по словам Бенедетто защитников была лишь тысяча. При этом среди них было 70 рыцарей и 110 каталонских наёмников. Согласно Дуке, в столице острова, Митилини, к моменту османского вторжения проживало около 20 тысяч человек. Несмотря на отказ, защитники всё же надеялись на помощь со стороны венецианцев. Флот республики под командованием Ветторе Каппелло находился неподалёку на Хиосе. Каппелло получил строгие указания от дожа не предпринимать никаких действий, которые могли бы спровоцировать войну с Османами. После начала осады он приблизился к Лесбосу и со своими 29 галерами мог бы без труда одолеть флот турок, пришвартованный у берегов острова. Его экипаж сошёл на берег и помогал в осаде города. Но следуя указаниям из центра, Каппелло воздержался от атаки.

### Осада Митилини

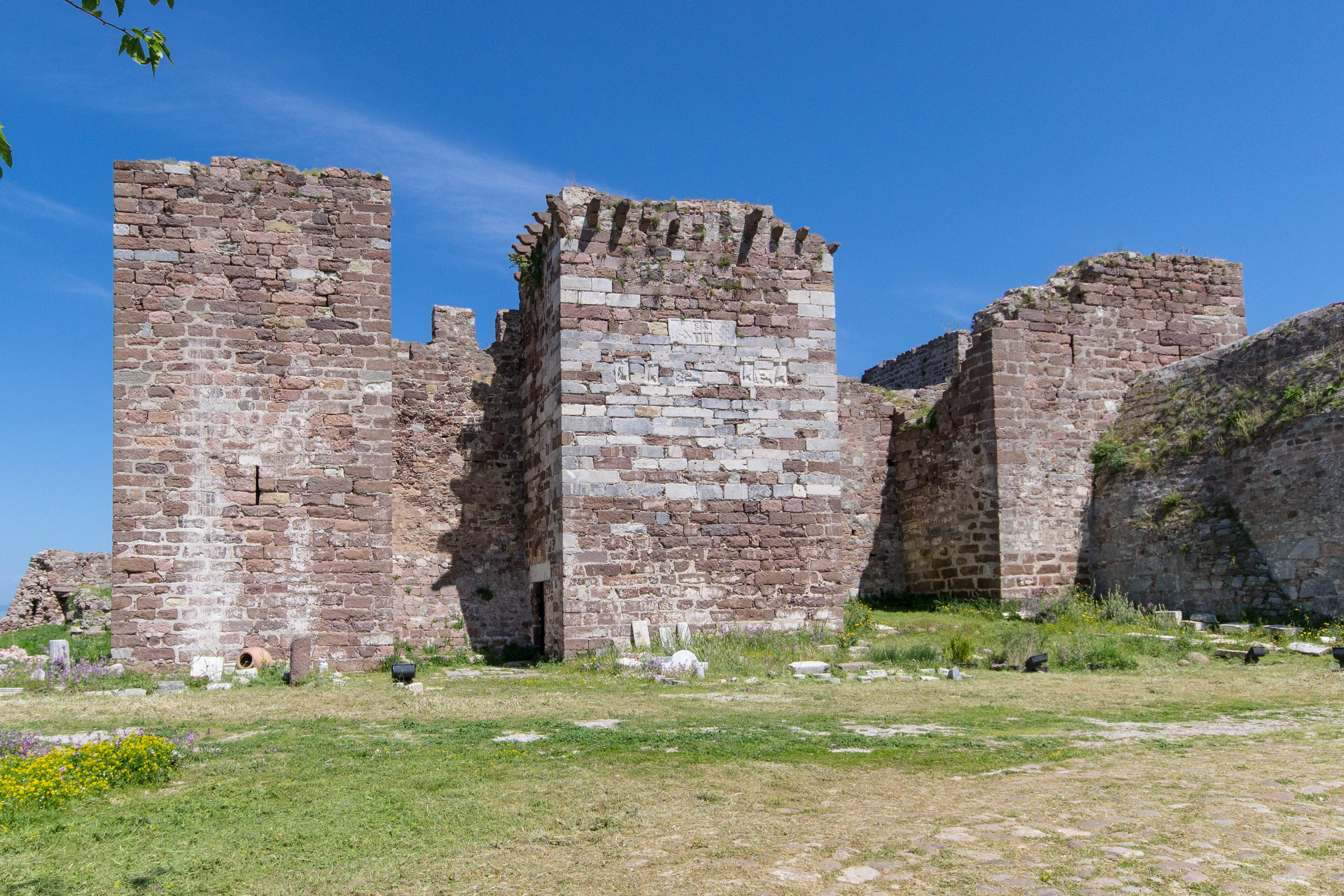
Башни Митилини

Первого сентября флот под командованием Махмуд-паши прибыл на остров и причалил в гавани Святого Георгия. Николо отправил к османам посланников, чтобы выяснить причину присутствия турок на острове, поскольку он продолжал исправно выплачивать дань. В ответ Махмуд-паша потребовал сдачи Митилини и всего острова. После на Лесбос через Агиасмати переправился сам Мехмед с основной частью турецкой армии, который повторил требования военачальника. Николо в ответ заявил, что будет сопротивляться до конца. Тогда Махмуд-паша убедил султана в необходимости вернуться в Анатолию, чтобы венецианский флот не отрезал всю армию на Лесбосе, и уверил Мехмеда, что сам справится с итальянцем.
После ухода Мехмеда Махмуд-паша высадил рейдеров, которые разорили сельскую местность. Но при этом в плен попало незначительное число жителей, поскольку большая часть уже скрылась в фортах острова. Через четыре дня османы привезли на остров шесть больших пушек, каждая из которых могла метать снаряды весом более 700 фунтов (320 кг.). Три из них они установили на мыловаренном заводе у городской стены, одну у Святого Николая, одну у Святого Кали и ещё одну в пригороде, напротив барбакана, который держали монах и рыцарь-госпитальер. Перед орудиями были навалены камни, которые должны были защитить их от выстрелов со стороны защитников крепости. После этого началась канонада. Обстрел города продолжался 10 дней, и турецкие пушки нанесли стенам огромный урон. Башня Девы Марии и прилегающий участок стены превратились в руины, а пушка близ Святого Николая настолько эффективно стреляла по башне, которая охраняла гавань, что ни один защитник не осмелился к ней приблизиться. На восьмой день обстрела османы захватили башню и подняли на ней свои красные знамёна.
После захвата башни османы сосредоточили свои усилия на захвате нижнего замка — Меланудиона. Его защитой командовал двоюродный брат Николо, Лукино. Его более опытные подручные полководцы предложили поджечь замок и уйти внутрь города, чтобы турки не смогли захватить Меланудион и использовать его для захвата цитадели. Лукино однако настоял, что они смогут сдержать атаки турок. Отряд под его контролем действительно удерживал замок в течение пяти дней, отражая непрерывные атаки османов, однако затем туркам удалось забраться на стены и снять арагонский флаг в качестве трофея. На следующей день османы устроили массированную атаку. 20 тысяч человек прорвались в замок и загнали оставшихся в живых защитников в цитадель. Самому Лукино с мечом в руке едва удалось спастись. Его сообщение о прорыве турецкой армии в нижний замок привело население города, укрывшееся в цитадели, в ужас.
Панику и ужас населения усилил огонь огромной мортиры, который разрушил несколько домов с укрывшимися в них людьми и оттеснил защитников от стен цитадели. Командующие обороной крепости посулили воинам значительные выплаты в случае победы над турками, чтобы они всё же вернулись к своим обязанностям и начали вести ответный огонь по османам и попытались заделать пролом в стене. Однако когда среди защитников крепости распространилось подозрение о том, что Лукино и комендант замка показали Махмуд-паше слабые участки стены, дисциплина окончательно рухнула. Обороняющиеся врывались на склады и грабили их, напивались вином и поглощали прочую провизию, которую при умеренном употреблении хватило бы на год осады. Когда янычары двинулись в бреши, они практически не встретили сопротивления. В то время как янычары были хорошо вооружены и обеспечены продовольствием, у защитников уже не хватало стойкости и храбрых солдат, которые были бы способны воодушевить гарнизон. Посоветовавшись, командующие обороны цитадели приняли решение сдаться туркам без сопротивления при условии сохранения их жизни и имущества.

### Сдача
Махмуд-паша составил документ с условиями капитуляции и поклялся своим клинком и головой султана, что жизни защитников находятся в безопасности. Николо в ответ потребовал, чтобы ему в качестве компенсации дали в лен полноценный домен. Узнав о капитуляции, Мехмед вновь переправился на остров и оставался здесь последующие четыре дня. В сопровождении знатных людей Митилини Николо сдал султану ключи от крепости и подал прошение о помиловании. Мехмед согласился и приказал ему направить требование о сдаче и на другие крепости на острове — Метимну, Эресос и Агиои Теодорои (вероятно, около Антиссы). Николо подчинился и отправил письма со своей печатью, в которых призывал защитников крепостей подчиниться османам. Гарнизон Агиои Теодорои послал эмиссаров к Каппелло с предложением сдать форт Венеции, но тот отказался. С позволения султана, его войска отметили победу пиром с большим количеством выпивки и попутно сожгли уцелевшие дома и склады Меланудиона. После этого Мехмед разместил в городе гарнизон из 200 янычар и 300 азапов, доверив управление персидскому шейху Али аль-Бистами.

## Последствия
Хотя султан гарантировал жизнь всем островитянам, около 300 итальянцев были казнены по обвинению в пиратстве. Турки разрубили их тела пополам. Мехмед при этом отметил, что он держит обещание «пощадить головы защитников». И если в начале гражданское население не страдало от террора турок, то 17 сентября османы приказали жителям Митилини пройти парадом перед султаном и тремя его «клерками», которые записывали их имена. Около 800 юношей и девушек были отобраны во время этих «смотрин» для службы во дворце. Среди них были сестра Николо Мария, которая славилась своей красотой и которую султан взял в свой гарем, и её сын Алексей, который стал пажом при султанском дворе. Остальную часть населения города разделили на три части: более бедные и немощные жители остались в своих домах; самые сильные и здоровые были проданы на аукционе в рабы янычаров; остальных же отправили в разорённый Константинополь на заселение. В общей сложности из своих домов оказались вывезены около 10 тысяч человек. Некоторые из них погибли на переполненных кораблях, которые перевозили их на невольничьи рынки или в Константинополь. Сам Николо вместе с двоюродным братом Лукино был в третьей группе. В попытке спасти свои жизни они приняли ислам, но вскоре были задушены по приказу Мехмеда.
Когда в следующем году началась Первая турецко-венецианская война, остров Лесбос и другие владения семьи Гаттилузио стали очевидной целью для христианских армад. В 1464 году венецианцы захватили Лемнос. Затем пали Самофракия, Имброс и Тенедос. Но эти завоевания оказались эфемерными, поскольку все территории турки либо отбили, либо вернули после войны. В апреле 1464 года венецианцы под командованием Орсато Джустиниани осадили Митилини, но через шесть недель бесплодных попыток взять крепость были вынуждены отступить, забрав с собой столько христиан, сколько уместили их корабли. Остров оставался под властью Османской империи в течение четырёх с половиной веков, пока его наконец не захватили греки 22 ноября 1912 года во время Первой Балканской войны.